# 三廄車站
41°11′07.45″N 140°26′40.14″E / 41.1854028°N 140.4444833°E
三廄站（日语：／ Mimmaya eki */?）是一由東日本旅客鐵道（JR東日本）所管理的鐵路車站，位於日本青森縣東津輕郡外濱町（外ヶ浜町），是JR東日本津輕線的北端總站。2002年被選為東北地區100個代表車站之一。平日只提供五班普通列車服務，周末期間及特別安排日子則加開一班快速列車。

## 車站結構
為木製單層建築，站房內設有候車大堂，售票窗口於2019年6月1日起封閉。車站外則為前往龍飛岬的町營巴士候車站。
設有島式月台1個，提供1線2面的配置。有效長度為3輛，但不論是普通列車還是快速列車，最長亦只會派出2輛。出入口位於月台末端，面向路軌盡頭的無障礙斜道，再橫過1號月台路軌的平交道前往改札口。改札口位置設有紀念印章及留言冊。
一般而言，平日普通列車只會使用2號月台上落，1號月台只限快速列車運行才使用。
路軌末端為以往設有簡易列車停泊車庫，是當最後一班到達的列車清客後，便駛至該處停放過夜，但在降為無人站之後，末班到站列車改為迴送至蟹田站停放，車庫已拆除。另外站舍對面（即離開月台後向左轉，通過2號月台路軌的平交道）則為隸屬青森運輸區的三廐乗務員休憩所所在處，供乘務員休息。

### 月台配置
| 月台 | 路線    | 路線                   | 目的地                 |
| ---- | ------- | ---------------------- | ---------------------- |
| 1    | ■津輕線 | 通常營業列車不在此到發 | 通常營業列車不在此到發 |
| 2    | ■津輕線 | 上行                   | 蟹田、青森方向         |

## 使用狀況
| 乗車人數(推算)     | 乗車人數(推算) |                   |
| 年度               | 1日平均乘客員  |                   |
| ------------------ | -------------- | ----------------- |
| 2000年（平成12年） | 48             | [ 乘客數統計 1 ]  |
| 2001年（平成13年） | 51             | [ 乘客數統計 2 ]  |
| 2002年（平成14年） | 47             | [ 乘客數統計 3 ]  |
| 2003年（平成15年） | 49             | [ 乘客數統計 4 ]  |
| 2004年（平成16年） | 38             | [ 乘客數統計 5 ]  |
| 2005年（平成17年） | 35             | [ 乘客數統計 6 ]  |
| 2006年（平成18年） | 35             | [ 乘客數統計 7 ]  |
| 2007年（平成19年） | 32             | [ 乘客數統計 8 ]  |
| 2008年（平成20年） | 27             | [ 乘客數統計 9 ]  |
| 2009年（平成21年） | 27             | [ 乘客數統計 10 ] |
| 2010年（平成22年） | 34             | [ 乘客數統計 11 ] |
| 2011年（平成23年） | 33             | [ 乘客數統計 12 ] |
| 2012年（平成24年） | 31             | [ 乘客數統計 13 ] |
| 2013年（平成25年） | 30             | [ 乘客數統計 14 ] |
| 2014年（平成26年） | 22             | [ 乘客數統計 15 ] |
| 2015年（平成27年） | 23             | [ 乘客數統計 16 ] |
| 2016年（平成28年） | 23             | [ 乘客數統計 17 ] |
| 2017年（平成29年） | 22             | [ 乘客數統計 18 ] |
| 2018年（平成30年） | 25             | [ 乘客數統計 19 ] |

## 歷史
- 1958年10月21日：開業，當時假名串法為（Miumaya）。
- 1987年4月1日：國鐵分割民營化，車站改由JR東日本管理，期間原有站舍被拆去。
- 1991年3月16日：假名串法改為（Minmaya）。
- 2002年：入選東北車站百選。
- 2019年：

- 4月29日：隨著新中小國號誌站與本站間路段啟用调度集中系统（CTC），本站不再辦理行車業務。
- 6月1日：三廄車站不再設站長，從直營站降為無人站，改由青森車站管理。

- 2022年8月3日：受豪雨令部份路段受到破壞，蟹田～三廄列車服務暫停，改以代行巴士及社區的士暫代[2][3]。

## 相鄰車站
東日本旅客鐵道
■津輕線
津輕濱名－三廄

## 軼事
現時JR東日本將本站的羅馬拼音定為「Mimmaya」，但懸掛在列車旁的行車看板，則仍然使用舊串法「Minmaya」。

### 使用狀況
1. ↑  . 東日本旅客鉄道.   [2018-02-19]. （原始内容存档于2018-02-13）.
2. ↑  . 東日本旅客鉄道.   [2018-02-19]. （原始内容存档于2019-04-02）.
3. ↑  . 東日本旅客鉄道.   [2018-02-19]. （原始内容存档于2019-04-02）.
4. ↑  . 東日本旅客鉄道.   [2018-02-19]. （原始内容存档于2019-04-02）.
5. ↑  . 東日本旅客鉄道.   [2018-02-19]. （原始内容存档于2019-04-02）.
6. ↑  . 東日本旅客鉄道.   [2018-02-19]. （原始内容存档于2017-08-08）.
7. ↑  . 東日本旅客鉄道.   [2018-02-19]. （原始内容存档于2019-03-27）.
8. ↑  . 東日本旅客鉄道.   [2018-02-19]. （原始内容存档于2017-08-08）.
9. ↑  . 東日本旅客鉄道.   [2018-02-19]. （原始内容存档于2019-04-02）.
10. ↑  . 東日本旅客鉄道.   [2018-02-19]. （原始内容存档于2019-04-02）.
11. ↑  . 東日本旅客鉄道.   [2018-02-19]. （原始内容存档于2016-03-27）.
12. ↑  . 東日本旅客鉄道.   [2018-02-19]. （原始内容存档于2019-03-26）.
13. ↑  . 東日本旅客鉄道.   [2018-02-19]. （原始内容存档于2019-04-02）.
14. ↑  . 東日本旅客鉄道.   [2018-02-19]. （原始内容存档于2016-03-04）.
15. ↑  . 東日本旅客鉄道.   [2018-02-19]. （原始内容存档于2019-03-26）.
16. ↑  . 東日本旅客鉄道.   [2018-02-19]. （原始内容存档于2017-08-12）.
17. ↑  . 東日本旅客鉄道.   [2018-07-07]. （原始内容存档于2017-10-01）.
18. ↑  . 東日本旅客鉄道.   [2018-07-07]. （原始内容存档于2019-03-25）.
19. ↑  . 東日本旅客鉄道.   [2019-07-07]. （原始内容存档于2020-05-14）.

## 外部連結
- 三廄站（JR東日本）（页面存档备份，存于）（日語）
- NHK 於2012年製作《日本站舍之旅》有閞三廄駅的影片 （页面存档备份，存于）